# Gran Premio di Spagna 2025
Il Gran Premio di Spagna 2025 è stata la nona prova della stagione 2025 del campionato mondiale di Formula 1. La gara si è disputata domenica 1º giugno sul circuito di Barcellona-Catalogna a Montmeló ed è stata vinta dall'australiano Oscar Piastri su McLaren-Mercedes, al settimo successo in carriera; Piastri ha preceduto all'arrivo il compagno di squadra, il britannico Lando Norris, e il monegasco Charles Leclerc su Ferrari.
Per Piastri è il secondo hat trick (pole position, giro veloce e vittoria) in carriera in Formula 1 dopo il Gran Premio del Bahrein. All'intero weekend di gara hanno assistito 300 286 spettatori, nuovo record per il Gran Premio di Spagna sul circuito di Barcellona-Catalogna. Il precedente primato apparteneva all'edizione del 2024, caratterizzata da una presenza di 297 368 spettatori nel fine settimana.

## Vigilia

### Aspetti tecnici
Per questo Gran Premio la Pirelli, fornitore unico degli pneumatici, offre la scelta tra gomme di mescola C1, C2 e C3, le mescole più dure della gamma del genere di coperture messe a disposizione dall'azienda italiana, la stessa opzione scelta fin dall'edizione del 2019 del Gran Premio. La tipologia degli pneumatici viene scelta per la terza volta in stagione dopo quanto avvenuto nei Gran Premi del Giappone e del Bahrein.
Dopo due appuntamenti consecutivi con la terna più morbida della gamma 2025, come tradizione, Pirelli ha selezionato per questo appuntamento quella più dura, con la C1 come hard, la C2 come medium e la C3 come soft. Le tre mescole sono state rinnovate rispetto allo scorso anno, in particolare la C2, rendendole più equidistanti fra loro in termini di prestazione.
La Federazione conferma le due zone del Drag Reduction System in uso dall'edizione 2013 della gara quando l'organo mondiale dell'automobilismo decise di aumentare sul circuito di Barcellona-Catalogna a due i tratti in cui utilizzare il dispositivo mobile, al fine di favorire i sorpassi. I piloti possono attivare l'ala mobile sul rettilineo principale dei box, con punto per la determinazione del distacco fra piloti posto alla prima linea della safety car, e tra la curva 9 e la curva 10, il nuovo tratto aggiuntivo introdotto in seguito, con detection point fissato prima della curva 9.
La tappa spagnola vede l’entrata in vigore di una direttiva tecnica della Federazione sulla flessibilità delle ali. Il test continua a prevedere l’applicazione di due carichi verticali da 1 000 N, circa 100 kg di peso, sul profilo principale, ma la deformazione massima consentita passerà da 15 a 10 millimetri, per un aumento della rigidezza richiesta del 50%. Nel caso invece il carico da 1 000 N venga applicato su un solo lato dell’ala anteriore, il profilo può deformarsi non oltre i 15 millimetri, contro i 20 attuali, per un irrigidimento del 33%. Di pari importanza sono i test per i flap sovrastanti il profilo principale, continuando a prevedere l’applicazione di un carico da 60 N, per un peso equivalente di poco superiore ai 3 kg. Per ogni profilo, il bordo arretrato può deformarsi di appena tre millimetri, contro i cinque attualmente concessi, richiedendo un aumento della resistenza a flessione del 66%.
Dopo il precedente Gran Premio di Monaco, tra le prime dieci vetture classificate è stata sorteggiata la Racing Bulls del sesto classificato Isack Hadjar per le verifiche tecniche. Le ispezioni hanno riguardato i file del programma software caricati dalla centralina standard della Federazione. Tutti gli elementi ispezionati sono risultati essere conformi al regolamento tecnico.
Rispetto all'edizione del 2024, il circuito è oggetto di modifiche. Il guard rail sul lato destro nell'approccio alla curva 1 è stato sostituito con un muro di cemento e recinzioni per detriti. All'uscita delle curve 2, 5, 9, 10 e 12, e alla curva 14, la linea bianca è stata riallineata e ne è stata aggiunta una blu dietro di essa. Lungo il tracciato sono ora presenti nuove recinzioni per le postazioni dai commissari sportivi. La direzione gara stabilisce che se i piloti non rispettano i limiti della pista all'uscita della curva 14 vedono il giro e immediatamente quello successivo annullato dai commisari sportivi. Chi non rispetta i limiti del tracciato sul lato sinistro alle prime due curve, può rientrare in pista solo alla curva 3 utilizzando il percorso di rientro previsto. Le vetture che utilizzano il percorso di rientro devono passare alla sinistra dei due dissuasori, rientrando in pista alla curva 3 in sicurezza e senza ottenere alcun vantaggio duraturo.

### Aspetti sportivi
Il Gran Premio rappresenta il nono appuntamento della stagione a distanza di una settimana dall'ottava prova col Gran Premio di Monaco. Per la quinta volta in stagione, il calendario prevede una prova a distanza di una settimana dall'altra. Il mondiale disputa il terzo appuntamento consecutivo in Europa. Il Gran Premio di Spagna è la prima di tre prove programmate a giugno e si disputa in questo mese dall'edizione 2023. In questo campionato l'appuntamento di Barcellona viene nuovamente invertito col Gran Premio del Canada. La corsa termina il secondo trittico di gare del campionato, dopo i precedenti Gran Premi dell'Emilia-Romagna e di Monaco. Il campionato disputa un appuntamento sulla tipologia di tracciato permanente dalla gara di Imola. Il contratto per l'inserimento della gara nel calendario mondiale, sempre sul circuito di Barcellona-Catalogna, è stato rinnovato nel mese di novembre 2021 fino alla stagione 2026, con l'evento che a partire dalla prossima stagione assumerà una diversa denominazione in quanto nel mese di gennaio 2024 è stato stabilito che il Gran Premio di Spagna si disputerà su un nuovo tracciato cittadino tra le vie della capitale Madrid almeno fino al 2035, che diventerà la nuova sede della gara. Il Gran Premio è sponsorizzato dalla compagnia nazionale saudita di idrocarburi Aramco, come già accaduto nelle edizioni del 2020, 2021 e 2024.
Il Gran Premio di Spagna vede la disputa della sessantaseiesima edizione, la cinquantacinquesima valida per il campionato mondiale di Formula 1 e la trentacinquesima sul circuito di Barcellona-Catalogna, sede della gara a partire dal 1991. Nel corso degli anni il tracciato, una delle piste più complete dal punto di vista tecnico, ha subito alcune variazioni, soprattutto nell’ultima parte, con vari tentativi di creare delle opportunità di sorpassi, in particolare con l’introduzione nel 2007 di una chicane molto lenta prima dell’ultima curva, che portò a un rilevante innalzamentodel tempo sul giro. Dal 2023 si è tornati all’impostazione iniziale, con le ultime due curve raccordate in modo da rendere molto più filante l’ingresso sul rettilineo dei box, uno dei più lunghi della stagione. Prima della sede catalana, altri quattro tracciati avevano ospitato questa gara, di cui due cittadini proprio all’interno della città di Barcellona: quello di Pedralbes, dove si corse nel 1951 e nel 1954, e quello del Montjuic Park, che lo ha ospitato negli anni dispari fra il 1969 e il 1975. Il Gran Premio si è disputato anche a Jarama, alle porte di Madrid, nel 1968, 1970, 1972, dal 1976 al 1979 e nel 1981, e a quello di Jerez de la Frontera, in Andalusia, dal 1986 al 1990. La Spagna ha ospitato anche sette edizioni del Gran Premio d'Europa: due a Jerez – 1994 e 1997 – e cinque sul tracciato cittadino di Valencia, dal 2008 al 2012.
Dopo l'ottava gara del campionato, l'australiano Oscar Piastri della McLaren conduce la classifica piloti con 161 punti, tre davanti al compagno di scuderia, il britannico Lando Norris, secondo, e 25 di margine dall'olandese Max Verstappen della Red Bull Racing. In classifica costruttori, la McLaren comanda la graduatoria con 319 punti, seguita dalla Mercedes con 147 e della Red Bull con 143. La McLaren corre con una speciale livrea ispirata alla M7A, la vettura che vide l’esordio del colore caratteristico della scuderia di Woking nel mondiale, nell'edizione 1968 di questo appuntamento. La livrea è stata utilizzata anche nella precedente gara a Monaco. La Sauber viene iscritta al Gran Premio come Kick Sauber F1 Team, senza l'utilizzo nella denominazione dell'altro title sponsor della squadra, Stake.
Due giovani piloti prendono parte alla prima sessione di prove libere del venerdì secondo l'obbligo per ogni scuderia di schierare, durante alcune sessioni di prove libere nel corso della stagione, un giovane pilota che ha corso nella sua carriera un massimo di due gare in Formula 1. Per questo campionato la normativa viene aumentata da una volta per ciascuna vettura a due volte. Il giapponese Ryō Hirakawa (numero 50) prende il posto di Esteban Ocon alla Haas e il francese Victor Martins (45) quello del thailandese Alexander Albon alla Williams. Per Martins è il debutto in una sessione ufficiale di un Gran Premio di Formula 1.
L'ex pilota di Formula 1 Vitantonio Liuzzi è nominato commissario aggiunto. L'italiano ha svolto in passato, in diverse occasioni, tale funzione, l'ultima nel precedente Gran Premio di Monaco. Liuzzi fu designato commissario aggiunto anche nell'edizione 2022 e 2024. È la casa automobilistica tedesca Mercedes a fornire la safety car e la medical car.

## Prove

### Resoconto
Prima dell'inizio della prima sessione di prove libere del venerdì, sulla vettura di Franco Colapinto viene installata la quarta unità relativa al motore a combustione interna e la quinta unità relativa all'impianto di scarico. Il pilota argentino dell'Alpine non è penalizzato sulla griglia di partenza in quanto i nuovi componenti installati rientrano tra quelli utilizzabili nel numero massimo stabilito dal regolamento tecnico.

### Risultati
Nella prima sessione del venerdì si è avuta questa situazione:
| Pos | Nº | Pilota         | Costruttore                | Tempo    | Gap    | Giri |
| --- | -- | -------------- | -------------------------- | -------- | ------ | ---- |
| 1   | 4  | Lando Norris   | McLaren-Mercedes           | 1'13"718 |        | 29   |
| 2   | 1  | Max Verstappen | Red Bull Racing-Honda RBPT | 1'14"085 | +0"367 | 18   |
| 3   | 44 | Lewis Hamilton | Ferrari                    | 1'14"096 | +0"378 | 29   |

Nella seconda sessione del venerdì si è avuta questa situazione:
| Pos | Nº | Pilota         | Costruttore                | Tempo    | Gap    | Giri |
| --- | -- | -------------- | -------------------------- | -------- | ------ | ---- |
| 1   | 81 | Oscar Piastri  | McLaren-Mercedes           | 1'12"760 |        | 28   |
| 2   | 63 | George Russell | Mercedes                   | 1'13"046 | +0"286 | 32   |
| 3   | 1  | Max Verstappen | Red Bull Racing-Honda RBPT | 1'13"070 | +0"310 | 30   |

Nella sessione del sabato si è avuta questa situazione:
| Pos | Nº | Pilota          | Costruttore      | Tempo    | Gap    | Giri |
| --- | -- | --------------- | ---------------- | -------- | ------ | ---- |
| 1   | 81 | Oscar Piastri   | McLaren-Mercedes | 1'12"387 |        | 14   |
| 2   | 4  | Lando Norris    | McLaren-Mercedes | 1'12"913 | +0"526 | 18   |
| 3   | 16 | Charles Leclerc | Ferrari          | 1'13"130 | +0"743 | 17   |

## Qualifiche

### Resoconto
Oscar Piastri conquista la quarta pole position in carriera, nonché del campionato, la prima dopo quella nel Gran Premio dell'Emilia-Romagna. Per la McLaren è la centosettantesima partenza in prima posizione, la sesta del campionato e la terza consecutiva, la decima complessiva nel Gran Premio di Spagna, e la seconda consecutiva. Norris è qualificato secondo, alla ventesima prima in carriera, la quinta del campionato e la seconda in questa gara. Verstappen è terzo e per la prima volta dell'edizione 2020 non parte dalla prima fila.
Russell parte quarto come nell'edizione precedente dopo aver conquistato la prima posizione alla prima curva nel primo giro. Hamilton è quinto, alla miglior partenza alla guida della Ferrari in un Gran Premio. Quarto nel precedente Gran Premio di Monaco, è partito settimo per via di una penalità. Il britannico è qualificato davanti al compagno Leclerc per la seconda volta in stagione. Il monegasco è settimo, e parte fuori dai primi quattro per la terza edizione consecutiva. Antonelli è sesto, alla prima partenza nei primi dieci dal Gran Premio di Miami. Gasly è ottavo dopo essere partito da una posizione migliore solo nel Gran Premio del Bahrein. Hadjar è qualificato alla Q3 per la quinta volta e la terza consecutiva. Alonso è qualificato nei primi dieci per la terza gara di fila, mentre l'undicesima posizione di Albon è il miglir risultato della Williams in qualifica in questo appuntamento dall'edizione 2017. La dodicesima posizione di Bortoleto è la miglior qualifica della carriera. Stroll è quattordicesimo come nell'edizione precedente, mentre Bearman quindicesimo, per la peggior partenza della Haas dal 2021. Hülkenberg è sedicesimo, dopo aver raggiunto la Q3 una sola volta in dodici apparizioni. Diciassettesimo, per Ocon è la peggior qualifica in Spagna. Sainz è eliminato in Q1 per la prima volta dal Gran Premio di Abu Dhabi 2023. Tsunoda è ventesimo e per la seconda volta in stagione una vettura della Red Bull Racing parte ultima dopo Lawson nel Gran Premio di Cina.
Piastri, alla dodicesima prima fila in carriera, è il trentaduesimo pilota differente in pole position nel Gran Premio di Spagna, il ventesimo sul circuito di Barcellona-Catalogna, e il primo australiano dopo Mark Webber nell'edizione 2011. Egli diventa il pilota col maggior numero di partenze al palo in stagione. La McLaren segna la sessantottesima doppietta in qualifica e la seconda nel Gran Premio di Spagna dopo l'edizione del 1998 con Mika Häkkinen e David Coulthard, e la seconda del campionato dopo quella nel Gran Premio d'Australia, gara inaugurale. La scuderia di Woking è il secondo costruttore col maggior numero di pole position in questo appuntamento dopo la Ferrari, ed estende il numero di partenze al palo in stagione (6). Piastri e Norris condividono la prima fila per la quinta volta, con l'australiano in pole position davanti al britannico per la prima volta. Piastri è qualificato davanti a Norris per la quinta volta in stagione in nove gare, dopo esserci riuscito solo quattro volte in totale la scorsa stagione. Il margine dal tempo della pole position del secondo qualificato è il più alto del campionato (0"209). Trentuno dei trentaquattro vincitori precedenti sono partiti dalla prima fila.
L'argentino Franco Colapinto dell'Alpine non riceve sanzioni da parte dei commissari per aver lasciato la pit lane con un problema tecnico in corso sulla sua vettura. Dopo la Q2, il canadese dell'Aston Martin, Lance Stroll, non ha seguito la procedura di pesatura dei piloti come stabilito dalla direzione gara. In primo luogo, il pilota è rimasto cinque minuti nel garage del team prima di procedere alla bilancia, e in secondo luogo non ha proceduto attraverso la corsia box. Stroll viene convocato dai commissari sportivi. Egli riceve un avvertimento.
Sono stati cancellati due tempi dai commissari sportivi ai piloti per non aver rispettato i limiti della pista, durante le qualifiche. Si sono visti cancellare il tempo Franco Colapinto (curva 2) e Fernando Alonso (curva 10). Esteban Ocon, Lance Stroll e Lewis Hamilton non ricevono sanzioni da parte dei commissari sportivi, per non aver rispettato le istruzioni stabilite dalla direzione gara. Tutti e tre i piloti hanno superato il tempo limite di un minuto e venticinque secondi valevole tra la seconda linea della safety car e la prima di essa. Ocon nel corso del quinto e ottavo giro in Q1, Stroll nel corso dell'ottavo giro, sempre nella stessa fase, mentre Hamilton nel corso del quattordicesimo in Q3.

### Risultati
Nella sessione di qualifica si è avuta questa situazione:
| Pos                         | Nº | Pilota                | Costruttore                  | Q1       | Q2       | Q3       | Griglia |
| --------------------------- | -- | --------------------- | ---------------------------- | -------- | -------- | -------- | ------- |
| 1                           | 81 | Oscar Piastri         | McLaren-Mercedes             | 1'12"551 | 1'11"998 | 1'11"546 | 1       |
| 2                           | 4  | Lando Norris          | McLaren-Mercedes             | 1'12"799 | 1'12"056 | 1'11"755 | 2       |
| 3                           | 1  | Max Verstappen        | Red Bull Racing-Honda RBPT   | 1'12"798 | 1'12"358 | 1'11"848 | 3       |
| 4                           | 63 | George Russell        | Mercedes                     | 1'12"806 | 1'12"407 | 1'11"848 | 4       |
| 5                           | 44 | Lewis Hamilton        | Ferrari                      | 1'13"058 | 1'12"447 | 1'12"045 | 5       |
| 6                           | 12 | Andrea Kimi Antonelli | Mercedes                     | 1'12"815 | 1'12"585 | 1'12"111 | 6       |
| 7                           | 16 | Charles Leclerc       | Ferrari                      | 1'13"014 | 1'12"495 | 1'12"131 | 7       |
| 8                           | 10 | Pierre Gasly          | Alpine-Renault               | 1'13"081 | 1'12"611 | 1'12"199 | 8       |
| 9                           | 6  | Isack Hadjar          | Racing Bulls-Honda RBPT      | 1'13"139 | 1'12"461 | 1'12"252 | 9       |
| 10                          | 14 | Fernando Alonso       | Aston Martin Aramco-Mercedes | 1'13"102 | 1'12"523 | 1'12"284 | 10      |
| 11                          | 23 | Alexander Albon       | Williams-Mercedes            | 1'13"044 | 1'12"641 | N.D.     | 11      |
| 12                          | 5  | Gabriel Bortoleto     | Kick Sauber-Ferrari          | 1'13"045 | 1'12"756 | N.D.     | 12      |
| 13                          | 30 | Liam Lawson           | Racing Bulls-Honda RBPT      | 1'13"039 | 1'12"763 | N.D.     | 13      |
| 14                          | 18 | Lance Stroll          | Aston Martin Aramco-Mercedes | 1'13"038 | 1'13"058 | N.D.     | –       |
| 15                          | 87 | Oliver Bearman        | Haas-Ferrari                 | 1'13"074 | 1'13"315 | N.D.     | 14      |
| 16                          | 27 | Nico Hülkenberg       | Kick Sauber-Ferrari          | 1'13"190 | N.D.     | N.D.     | 15      |
| 17                          | 31 | Esteban Ocon          | Haas-Ferrari                 | 1'13"201 | N.D.     | N.D.     | 16      |
| 18                          | 55 | Carlos Sainz Jr.      | Williams-Mercedes            | 1'13"203 | N.D.     | N.D.     | 17      |
| 19                          | 43 | Franco Colapinto      | Alpine-Renault               | 1'13"334 | N.D.     | N.D.     | 18      |
| 20                          | 22 | Yūki Tsunoda          | Red Bull Racing-Honda RBPT   | 1'13"385 | N.D.     | N.D.     | PL      |
| Tempo limite 107%: 1'17"629 |    |                       |                              |          |          |          |         |

In grassetto sono indicate le migliori prestazioni in Q1, Q2 e Q3.

## Gara

### Resoconto
Il pilota canadese dell'Aston Martin, Lance Stroll, qualificatosi in quattordicesima posizione, non prende parte alla gara dopo aver avvertito dolore alla mano e al polso. I piloti qualificatisi alle sue spalle scalano di una posizione in griglia di partenza. Prima della gara, la vettura di Yūki Tsunoda viene modificata sotto il regime di parco chiuso. Il giapponese della Red Bull Racing, qualificatosi in ventesima posizione, prende il via dalla pit lane.
Oscar Piastri vince il settimo Gran Premio in carriera. Per il pilota australiano della McLaren è il quinto successo stagionale, il primo dopo quello nel Gran Premio di Miami. Per la scuderia di Woking è la centonovantaseiesima vittoria della propria storia, la settima del campionato e la seconda consecutiva, la nona complessiva nel Gran Premio di Spagna, la prima da quella dell'edizione 2005 con Kimi Räikkönen. Norris è secondo come nell'edizione precedente. Per il britannico è il trentaquattresimo podio in carriera, l'ottavo dall'anno e il quarto consecutivo. Per Leclerc, terzo, è il quarantaseiesimo podio, il terzo nel 2025. Il monegasco ottiene il primo podio sul circuito di Barcellona-Catalogna in otto apparizioni.
Russell è partito e ha chiuso quarto come nel 2024. La quinta posizione di Hülkenberg è il miglior risultato per la Sauber dal Gran Premio dell'Emilia-Romagna 2022. Per il tedesco è il miglior risultato su questa pista alla dodicesima partenza. La sesta posizione d'arrivo di Hamilton è il peggior risultato in questo appuntamento dalla collisione con il compagno Nico Rosberg nel corso del primo giro dell'edizione 2016. Per il britannico è l'ottavo piazzamento a punti della stagione, più di qualsiasi altro pilota senza un piazzamento sul podio. Settimo, per Hadjar è il miglior risultato in carriera. Gasly è ottavo, al miglior risultato nel Gran Premio di Spagna dalla stessa posizione nell'edizione 2019 con la Red Bull Racing. L'Alpine ottiene punti in un Gran Premio per la seconda volta in stagione. Alonso, nono, conquista i primi punti del 2025. Quinto al traguardo ma decimo per via della penalità, per Verstappen è il peggior risultato in questa gara dall'edizione 2017, e il suo peggior piazzamento in una gara dal Gran Premio d'Italia 2017. L'olandese è il quarto pilota di sempre a condurre cento giri in una gara dopo Hamilton, Michael Schumacher e Sebastian Vettel. Bortoleto, dodicesimo, ottiene il miglior risultato in carriera. Sainz, quattordicesimo, non ottiene punti nel Gran Premio di casa per la prima volta in undici apparizioni. Antonelli non ottiene punti da tre gare; per la Mercedes è il primo ritiro sulla pista catalana dopo la collisione tra Nico Rosberg e Hamilton al primo giro dell'edizione 2016. Per Albon è il primo ritiro dell'anno.
Piastri segna il secondo hat trick (pole position, giro veloce e vittoria) in carriera in Formula 1 dopo il Gran Premio del Bahrein. Egli è il ventinovesimo pilota differente a vincere il Gran Premio di Spagna, il diciassettesimo sul circuito di Barcellona-Catalogna, il primo australiano dopo Mark Webber nell'edizione 2010, e il primo alla guida della McLaren dopo Räikkönen nell'edizione 2005. Piastri, al diciottesimo podio in carriera e all'ottavo consecutivo, vince nel settimo Gran Premio e circuito diverso. L'australiano è il terzo pilota nella storia McLaren con una sequenza di almeno otto podi dopo Ayrton Senna (1998) e Hamilton (2007). Piastri interrompe una striscia di tre vittorie consecutive di Verstappen in Spagna e segna punti per la trentacinquesima gara di fila, per la terza striscia più lunga di sempre nella storia della categoria. La McLaren segna la cinquantaduesima doppietta della propria storia, la terza del campionato e la quarta complessiva in questa gara, la prima dopo quella nell'edizione 2000 con Mika Häkkinen e David Coulthard. La scuderia britanniza spezza una sequenza di tre vittorie di fila della Red Bull Racing. Per la Ferrari è il primo podio sulla pista catalana dal 2007, ora seconda in classifica costruttori dopo aver scavalcato la Mercedes e la Red Bull Racing. La Racing Bulls supera la Haas per il sesto posto generale, mentre la Sauber supera l'Alpine, ed è ora ottava insieme all'Aston Martin.
Il premio del pilota del giorno è assegnato a Verstappen per la quarantatreesima volta dall'introduzione del riconoscimento nella stagione 2016, e per la terza volta in stagione. È stato il terzo più lento Gran Premio di Spagna con la configurazione della pista a partire dall'edizione 2023, corso alla media di 198,310 km/h. La corsa, condotta da solo due piloti, viene vinta per la venticinquesima volta dalla prima posizione sulla pista catalana (71,43%). Essa è vinta per la trentaduesima volta in trentacinque edizioni dalla prima fila. Tutti i piloti classificati terminano la gara a pieni giri. Piastri, Norris e Leclerc condividono il podio per la terza volta e per la seconda volta consecutiva in stagione dopo il precedente Gran Premio di Monaco. Il giro più veloce di Piastri (1'15"743), alla media di 221,343 km/h, rappresenta il rilievo cronometrico più rapido con il layout del tracciato in uso dal 2023. Il precedente primato apparteneva a Verstappen che registrò un tempo di 1'16"300 durante la stessa edizione, alla media di 219,641 km/h. Piastri conduce il mondiale con dieci punti di margine sul compagno Norris.
Sono stati cancellati dieci tempi dai commissari sportivi ai piloti per non aver rispettato i limiti della pista, durante la gara. Si sono visti cancellare il tempo due volte Andrea Kimi Antonelli (curva 10) e Oliver Bearman (curva 2), una volta Franco Colapinto (curva 13), Fernando Alonso (curva 5), Lewis Hamilton (curva 10), Alexander Albon (curva 2), Liam Lawson (curva 5) e Max Verstappen (curva 2).

### Risultati
I risultati del Gran Premio sono i seguenti:
| Pos | Nº | Pilota                | Costruttore                  | Giri | Tempo/Ritiro       | Griglia | Punti |
| --- | -- | --------------------- | ---------------------------- | ---- | ------------------ | ------- | ----- |
| 1   | 81 | Oscar Piastri         | McLaren-Mercedes             | 66   | 1h32'57"375        | 1       | 25    |
| 2   | 4  | Lando Norris          | McLaren-Mercedes             | 66   | +2"471             | 2       | 18    |
| 3   | 16 | Charles Leclerc       | Ferrari                      | 66   | +10"455            | 7       | 15    |
| 4   | 63 | George Russell        | Mercedes                     | 66   | +11"359            | 4       | 12    |
| 5   | 27 | Nico Hülkenberg       | Kick Sauber-Ferrari          | 66   | +13"648            | 15      | 10    |
| 6   | 44 | Lewis Hamilton        | Ferrari                      | 66   | +15"508            | 5       | 8     |
| 7   | 6  | Isack Hadjar          | Racing Bulls-Honda RBPT      | 66   | +16"022            | 9       | 6     |
| 8   | 10 | Pierre Gasly          | Alpine-Renault               | 66   | +17"882            | 8       | 4     |
| 9   | 14 | Fernando Alonso       | Aston Martin Aramco-Mercedes | 66   | +21"564            | 10      | 2     |
| 10  | 1  | Max Verstappen        | Red Bull Racing-Honda RBPT   | 66   | +21"826            | 3       | 1     |
| 11  | 30 | Liam Lawson           | Racing Bulls-Honda RBPT      | 66   | +25"532            | 13      |       |
| 12  | 5  | Gabriel Bortoleto     | Kick Sauber-Ferrari          | 66   | +25"996            | 12      |       |
| 13  | 22 | Yūki Tsunoda          | Red Bull Racing-Honda RBPT   | 66   | +28"822            | PL      |       |
| 14  | 55 | Carlos Sainz Jr.      | Williams-Mercedes            | 66   | +29"309            | 17      |       |
| 15  | 43 | Franco Colapinto      | Alpine-Renault               | 66   | +31"381            | 18      |       |
| 16  | 31 | Esteban Ocon          | Haas-Ferrari                 | 66   | +32"197            | 16      |       |
| 17  | 87 | Oliver Bearman        | Haas-Ferrari                 | 66   | +37"065            | 14      |       |
| Rit | 12 | Andrea Kimi Antonelli | Mercedes                     | 53   | Motore             | 6       |       |
| Rit | 23 | Alexander Albon       | Williams-Mercedes            | 27   | Danni da incidente | 11      |       |
| NP  | 18 | Lance Stroll          | Aston Martin Aramco-Mercedes | 0    | Dolori fisici      | –       |       |

## Classifiche mondiali

### Piloti
| Pos | Pilota                | Punti |
| --- | --------------------- | ----- |
| 1   | Oscar Piastri         | 186   |
| 2   | Lando Norris          | 176   |
| 3   | Max Verstappen        | 137   |
| 4   | George Russell        | 111   |
| 5   | Charles Leclerc       | 94    |
| 6   | Lewis Hamilton        | 71    |
| 7   | Andrea Kimi Antonelli | 48    |
| 8   | Alexander Albon       | 42    |
| 9   | Isack Hadjar          | 21    |
| 10  | Esteban Ocon          | 20    |
| 11  | Nico Hülkenberg       | 16    |
| 12  | Lance Stroll          | 14    |
| 13  | Carlos Sainz Jr.      | 12    |
| 14  | Pierre Gasly          | 11    |
| 15  | Yūki Tsunoda          | 10    |
| 16  | Oliver Bearman        | 6     |
| 17  | Liam Lawson           | 4     |
| 18  | Fernando Alonso       | 2     |

### Costruttori
| Pos | Costruttore                  | Punti |
| --- | ---------------------------- | ----- |
| 1   | McLaren-Mercedes             | 362   |
| 2   | Ferrari                      | 165   |
| 3   | Mercedes                     | 159   |
| 4   | Red Bull Racing-Honda RBPT   | 144   |
| 5   | Williams-Mercedes            | 54    |
| 6   | Racing Bulls-Honda RBPT      | 28    |
| 7   | Haas-Ferrari                 | 26    |
| 8   | Kick Sauber-Ferrari          | 16    |
| 9   | Aston Martin Aramco-Mercedes | 16    |
| 10  | Alpine-Renault               | 11    |

## Decisioni della FIA
Il pilota neozelandese della Racing Bulls, Liam Lawson, non riceve sanzioni da parte dei commissari sportivi per aver causato una collisione con il thailandese Alexander Albon della Williams alla curva 1, e per aver causato un'altra collisione con il britannico Oliver Bearman della Haas, sempre alla stessa curva, forzando quest'ultimo fuori dal tracciato.
Il pilota olandese della Red Bull Racing, Max Verstappen, non riceve sanzioni da parte dei commissari sportivi per essere uscito fuori dal tracciato alla curva 1 e averne tratto un vantaggio in una fase di duello col britannico della Mercedes, George Russell. Verstappen è stato penalizzato di dieci secondi sul tempo di gara e di tre punti sulla superlicenza per aver causato una collisione con lo stesso Russell alla curva 5. L'olandese, quinto all'arrivo, scala in decima posizione. Bearman è stato penalizzato di dieci secondi sul tempo di gara per essere uscito fuori dal tracciato alla curva 1 e averne tratto un vantaggio. Bearman, tredicesimo all'arrivo, scala in diciassettesima posizione.
Al termine della gara, Verstappen e Charles Leclerc vengono convocati dai commissari sportivi a causa di un incidente tra i due piloti sul rettilineo principale. Entrambi i piloti non ricevono sanzioni.